# Водна
Во̀дна е село в Северозападна България.
Намира се в община Грамада, област Видин.

## География
Водна се намира на 4 километра от град Грамада.

## История
През лятото на 1950 година 3 семейства (13 души) от селото са принудително изселени от комунистическия режим. През зимата на 1950 – 1951 година, по време на довелата до Кулските събития насилствена кампания за „масовизация“ на колективизацията, в селото е създадено Трудово кооперативно земеделско стопанство, наречено на името на комунистическия диктатор Георги Димитров.

## Население
Преброяване на населението през 2011 г.
Численост и дял на етническите групи според преброяването на населението през 2011 г.:
|                     | Численост | Дял (в %) |
| Общо                | 73        | 100,00    |
| Българи             | 71        | 97,26     |
| Турци               | 0         | 0,00      |
| Цигани              | 0         | 0,00      |
| Други               | 0         | 0,00      |
| Не се самоопределят | 0         | 0,00      |
| Неотговорили        | 2         | 2,73      |

## Културни и природни забележителности
Природна забележителност е пещерата „Куртова пещера“, намираща се в местността Краварника с поглед към село Ивановци. Също така и многобройните чешми и кладенчета в землището, от където идва и името на селото.

## Редовни събития
Сборът на село Водна се провежда всяка година на църковния празник „Свети Дух“ – 50 дни след Великден